# Арцыбушев, Николай Васильевич
Николай Васильевич Арцыбушев (23 февраля [7 марта] 1858—15 апреля 1937) — русский композитор.

## Биография
Музыкальное образование получил в Санкт-Петербургской консерватории у Н. А. Римского-Корсакова (теория композиции).
Состоял присяжным поверенным в Санкт-Петербурге. Участник Беляевского кружка. В 1882 г. принимал участие в переложении для фортепиано посмертной оперы М. П. Мусоргского «Хованщина», приведенной в порядок и изданной под редакцией Н. А. Римского-Корсакова.
Из немногочисленных произведений Арцыбушева, отличающихся солидной техникой и вкусом, изданы: «Характеристическая полька» и «Вальс-фантазия» для оркестра; 3 мазурки, вальс, прелюдия и другие пьесы для фортепиано; 14 романсов для голоса с сопровождением фортепиано. Участвуя в коллективных сочинениях русских композиторов Беляевского кружка, написал одну вариацию в серии «вариаций на русскую тему» (1901) для оркестра и другую — в серии вариаций тоже на русскую тему для струнного квартета; серенаду в сборнике «Пятницы» для струнного квартета и одну фигуру в кадрили «Шутка» для фортепиано в 4 руки. Ему же принадлежат переложения оркестровых сочинений Мусоргского, Римского-Корсакова и другие для фортепиано в 4 руки.
С 1907 года — председатель учреждённого, по завещанию М. П. Беляева, «Попечительного Совета для поощрения русских композиторов и музыкантов». Состоял товарищем председателя (с 1910 г. — председатель) петербургского отделения Императорского русского музыкального общества. С 1920 г. руководил издательством М. П. Беляева (нем. Musikverlag M. P. Belaieff‎) в Париже.